# Onze-Lieve-Vrouw-ten-Poelkerk
De O.L.V.-ten-Poelkerk te Tienen is een gotische kerk uit de 13e eeuw op de Grote Markt.

## Legende
De kerk dankt haar naam aan de poel waarop ze werd opgetrokken en - zoals gebruikelijk was rond die tijd - aan een legende uit de 12de eeuw. Een eervol man zou zijn vermoord waarna zijn lijk in deze poel werd geworpen. Daarop voorspelde een vrouw dat er uit de poel een tempel zou oprijzen. Omdat sinds die dag heel wat mirakels aan de poel werden toegeschreven, gaf de toenmalige hertog van Brabant Jan I de opdracht tot de bouw van een kerk, ter verering van deze vrouw (Onze-Lieve-Vrouw-ten-Poele).

## Locatie
De kerk staat op de Grote Markt bij een poel, voorheen Haspoel genoemd. Een van de bronnen die de Haspoel voedde, is nog te zien in een kunstmatige grot onderaan de kerk op het plein.

## Bouwen en verbouwen
De kerk in Brabantse gotiek is gebouwd met Gobertange kalksteen, aangevuld met steen uit Zichem, Namen en Mézières.
Halfweg de 14e eeuw werd Jean d'Oisy aangesteld als architect. Hij ging tussen 1358 en 1375 van start met de bouw van het koor en de zuidelijke zijkapel.
De bouw van de kerk werd vervolgens telkens in fases verdergezet, al dan niet met een nieuwe bouwmeester of architect:
- Tussen 1383 en 1410 werden de werken verder gezet door Jacob van Tienen en Botson de Racour
- Tussen 1410 en 1438 werd onder leiding van Sulpitius van Vorst aan het transept en de vieringtoren gebouwd
- Tussen 1439 en 1463 voltooide Jan II Keldermans de Zuider- en Noorderarm van het transept. Tijdens het overwelven van de kerk liep het echter fout: het reeds voltooide kerkkoor stortte in elkaar. Tussen 1465 en 1470 werd de hulp van Matthijs de Layens ingeroepen om het ingestorte koor te vervangen. Het schip werd nooit gebouwd, zodat de 70 meter hoge vieringtoren een soort van westertoren werd

Rond 1470 schijnt de kerk voltooid maar in de volgende eeuwen werden geregeld herstellingen uitgevoerd.
- Op 9 juli 1635 ontkwam de kerk niet aan de verwoestingen van Tienen, maar de heropbouw werd snel opgestart
- Tussen 1654 en 1660 verving men de afgebrande torenspil door een barokke torenspits
- Na de opheffing van het Rood Klooster in 1784 werd het marmeren altaar uit 1635-1638 naar Tienen overgebracht.[1]
- In de eerste helft van de 19e eeuw werd aan de kerk geknoeid. Er werden onder andere twee zijkoren gebouwd, een links en een rechts van het hoogkoor. Hierdoor verdween een belangrijke steunmuur waardoor de kerk vandaag barsten vertoont in de muren en dringende restauratie nodig is.
- In de periode 1909-1913 werd de kerk gedeeltelijk gerestaureerd
- Na de wereldoorlog werden de overige werken uitgevoerd, zodat in 1921 kardinaal Mercier de kerk kon inwijden
- In 2002 werden het kruis en de haan, die enkele decennia van de toren verdwenen waren, teruggeplaatst

## Galerij

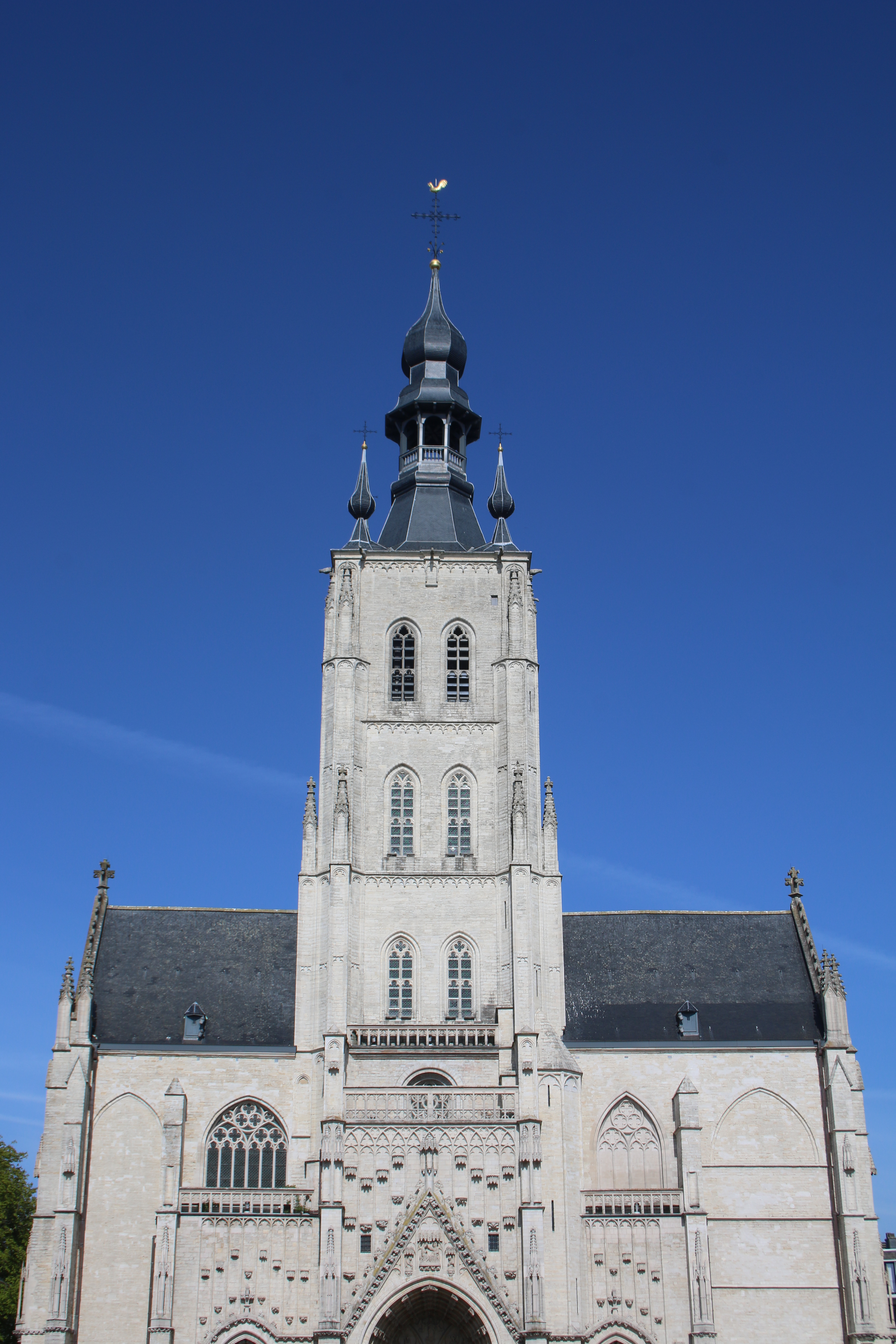
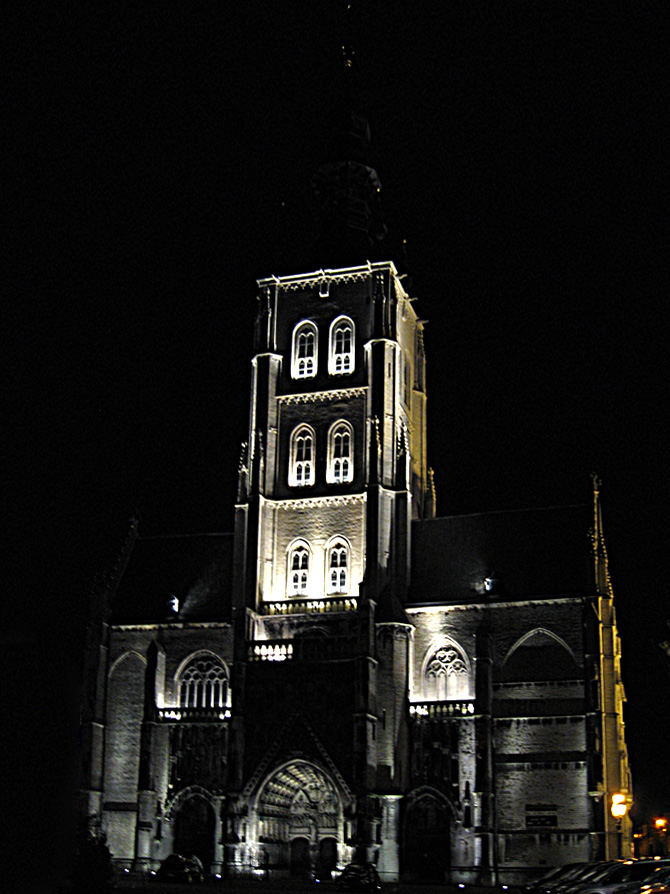
De verlichte kerk
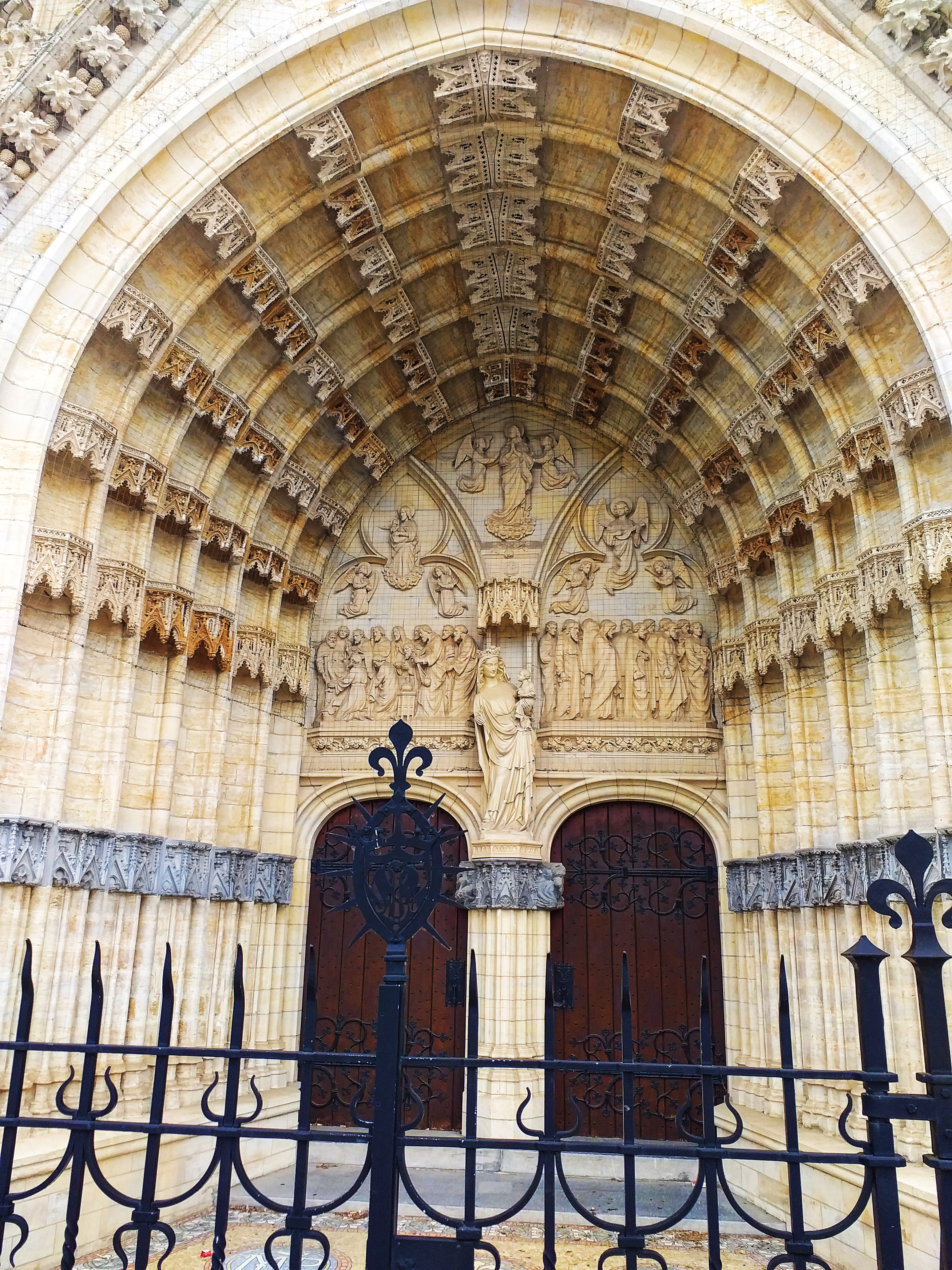
Portiek
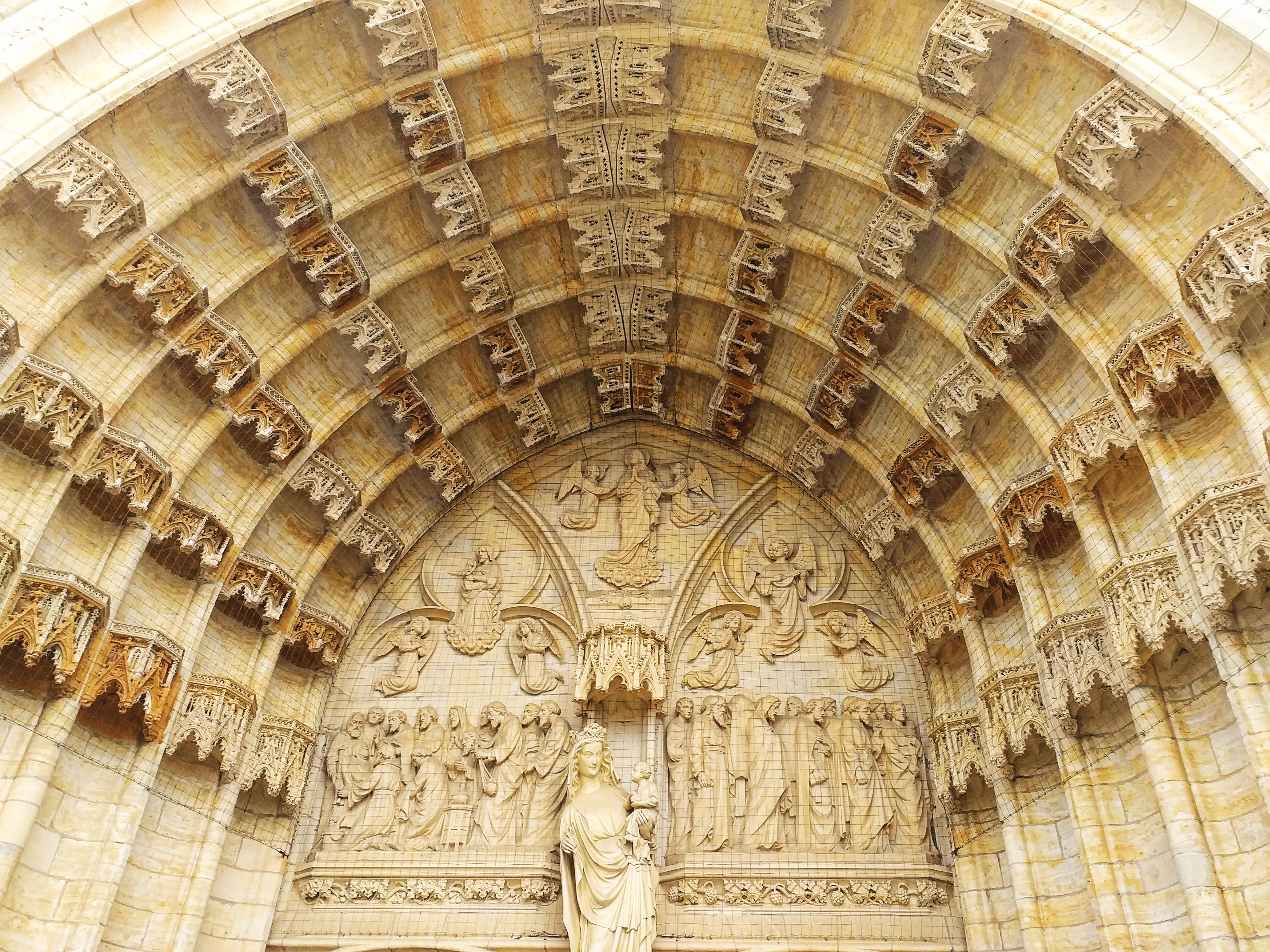
Portiek (detail)
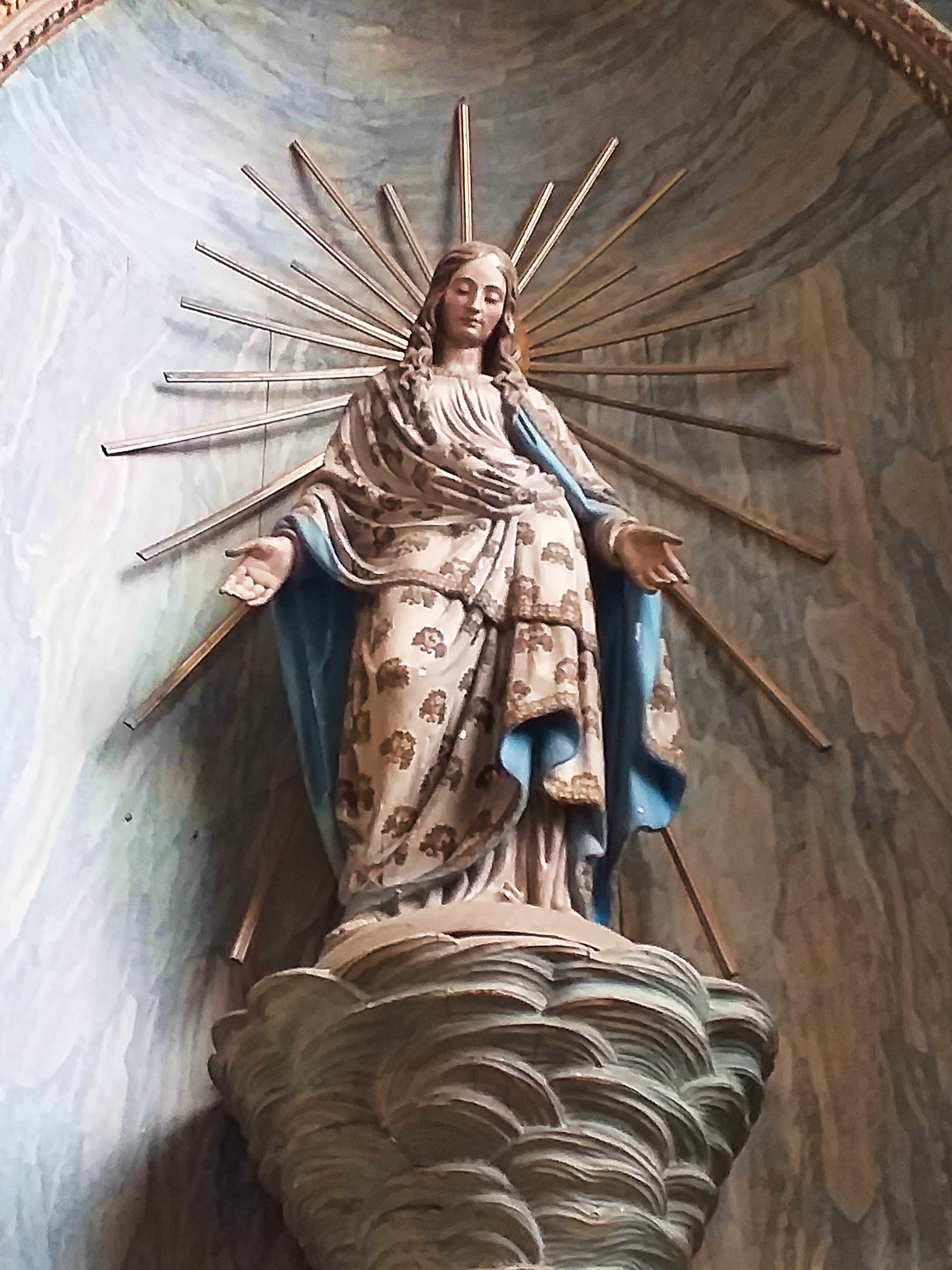
Mariabeeld

## Muziek in de O.L.V.-ten-Poelkerk

### Het orgel
In de O.L.V.-ten-Poelkerk staat een romantisch orgel uit 1857. Het werd gebouwd in het atelier van Merklin-Schütze, onder andere door Pierre Schyven, latere bouwer van het kathedraalorgel van Antwerpen. Het orgel bezit 25 registers, verdeeld over twee manualen en een pedaal. Net zoals bij de grote Franse orgels uit de 19e eeuw, staan de tongwerken op een aparte windlade die via een pedaal (Appel Anches) aangesproken wordt. Door het ontbreken van een Barkermachine is de aanslag van het orgel zeer zwaar.
Bij de laatste restauratie van het orgel, die duurde van 1984 tot 1997, zetten veel orgeldeskundigen grote vraagtekens. Niet alleen werden de originele mechanische kegelladen vervangen door sleepladen die sindsdien de nodige problemen veroorzaken, de intonatie van het orgel werd ook bewust gewijzigd, weg van het romantische karakter van het instrument. Het orgel is echter wel een mooi voorbeeld van hoe de orgelbouwkunst in de 19e eeuw fel evolueerde. De verschillen tussen bijvoorbeeld dit orgel en het Merklin-Schütze orgel van de Antwerpse Sint-Joriskerk (dat slechts tien jaar later werd gebouwd) zijn zéér groot op basis van klank en mechaniek.
Huidig titularis van het orgel is Bruno Bruyninckx, tevens leerkracht orgel aan de muziekacademie van de stad Tienen.

### Het koor
Hoewel er aanwijzingen zijn dat er reeds honderden jaren gezongen werd in de Onze-Lieve-Vrouw-ten-Poelkerk (onder meer door gaten in de orgelbalustrade waar de pupiters van de zangers in bevestigd waren), is het vooral met de oprichting van het kinderkoor in 1971 door parochiepriester E.H. Evrard Vandervelpen dat de muzikale inkleding van de vieringen een nieuwe stimulans kreeg. Het koor groeide, onder andere onder impuls van dirigent Kurt Bikkembergs uit tot een grote korenfamilie die de naam Capella Beatae Mariae ad Lacum kreeg.
Daarnaast bleef er gedurende lange tijd een Onze-Lieve-Vrouwkoor actief in de parochie om de diverse vieringen mee op te luisteren.

## Voetnoten
1. ↑  Paul Philippot, L'Architecture religieuse et la sculpture baroques dans les  Pays-Bas méridionaux et la principauté de Liège (1600-1770), Mardaga, 2003, p. 209